# Hedbergellidae
Hedbergellidae es una familia de foraminíferos planctónicos de la superfamilia Rotaliporoidea, del suborden Globigerinina y del orden Globigerinida. Su rango cronoestratigráfico abarca desde el Hauteriviense (Cretácico inferior) hasta el Maastrichtiense (Cretácico superior).

## Discusión
Clasificaciones posteriores han incluido Hedbergellidae en la superfamilia Globigerinoidea.

## Clasificación
Hedbergellidae incluye a los siguientes géneros:
- Subfamilia Hedbergellinae †
  - Asterohedbergella †
  - Costellagerina †
  - Hedbergella †
  - Whiteinella †, también considerado en la subfamilia Brittonellinae
- Subfamilia Helvetoglobotruncaninae †
  - Concavatotruncana †, también considerado en la familia Concavatotruncaninae
  - Helvetroglobotruncana †
- Subfamilia Rotundininae †
  - Falsotruncana †
  - Praeglobotruncana †

Otras subfamilias consideradas en Hedbergellidae son:
- Subfamilia Brittonellinae †
  - Archaeoglobigerina †, también considerado en la familia Rugoglobigerinidae
  - Blefuscuiana †, también considerado en la subfamilia Hedbergellinae
  - Brittonella †
  - Hebergellita †, también considerado en la subfamilia Hedbergellinae, y sinónimo posterior de Whiteinella
  - Lilliputianella †, también considerado en la subfamilia Hedbergellinae
  - Lilliputianelloides †, también considerado en la subfamilia Hedbergellinae
- Planohedbergella †, también considerado en la subfamilia Hedbergellinae
- Subfamilia Concavatotruncaninae †
  - Bollitruncana †, también considerado en la familia Rugoglobigerinidae
  - Dicarinella †, también considerado en la familia Globotruncanidae y/o Globotruncanellidae
  - Globocarinata †
  - Verotruncana †

Otros géneros considerados en Hedbergellidae son:
- Angulocarinella † de la subfamilia Helvetoglobotruncaninae
- Bermudeziana † de la subfamilia Rotundininae
- Bollitruncana † de la subfamilia Hedbergellinae
- Brittonella † de la subfamilia Hedbergellinae, considerado sinónimo posterior de Hedbergella
- Falsomarginotruncana † de la subfamilia Rotundininae
- Fingeria † de la subfamilia Hedbergellinae, considerado sinónimo posterior de Whiteinella
- Hedbergina † de la subfamilia Hedbergellinae, aceptado como Hedbergella
- Hillsella † de la subfamilia Hedbergellinae, considerado sinónimo posterior de Hedbergella
- Liuella † de la subfamilia Hedbergellinae, sustituido por Liuenella
- Liuenella † de la subfamilia Hedbergellinae, aceptado como Hedbergella
- Loeblichella † de la subfamilia Hedbergellinae
- Muricohedbergella † de la subfamilia Hedbergellinae, considerado sinónimo posterior de Hedbergella
- Paracostellagerina † de la subfamilia Hedbergellinae, considerado sinónimo posterior de Costellagerina
- Planogyrina † de la subfamilia Hedbergellinae, considerado sinónimo posterior de Hedbergella
- Praeglobigerina † de la subfamilia Hedbergellinae, invalidado
- Rotundina † de la subfamilia Rotundininae, considerado sinónimo posterior de Praeglobotruncana
- Trochogerina † de la subfamilia Hedbergellinae
- Unitruncatus † de la subfamilia Helvetoglobotruncaninae
- Wondersella † de la subfamilia Hedbergellinae y/o Praehedbergellinae

Otro género de Hedbergellidae no asignado a ninguna subfamilia es:
- Pseudoguembelitria †